# Piniang
Pour les articles homonymes, voir Ibrahima Niang.
Ibrahima Niang dit Piniang,  né à Dakar en 1976, est un artiste plasticien sénégalais, peintre, vidéaste et réalisateur de plusieurs courts métrages d'animation.

## Sélection d'œuvres
- Sacou Wala Bouteil, court métrage d'animation présenté dans le cadre du Festival de Cinéma Africain de Cordoue 2012.